# Croix de cimetière de Maure-de-Bretagne
La croix de cimetière de Maure-de-Bretagne ou croix de Saint-Hermin est une croix monumentale située dans le cimetière de Maure-de-Bretagne, dans le département français d'Ille-et-Vilaine, région Bretagne.

## Historique
La croix date du XVIe siècle et fait l’objet d’un classement au titre des monuments historiques depuis le 19 novembre 1910.

## Description et architecture

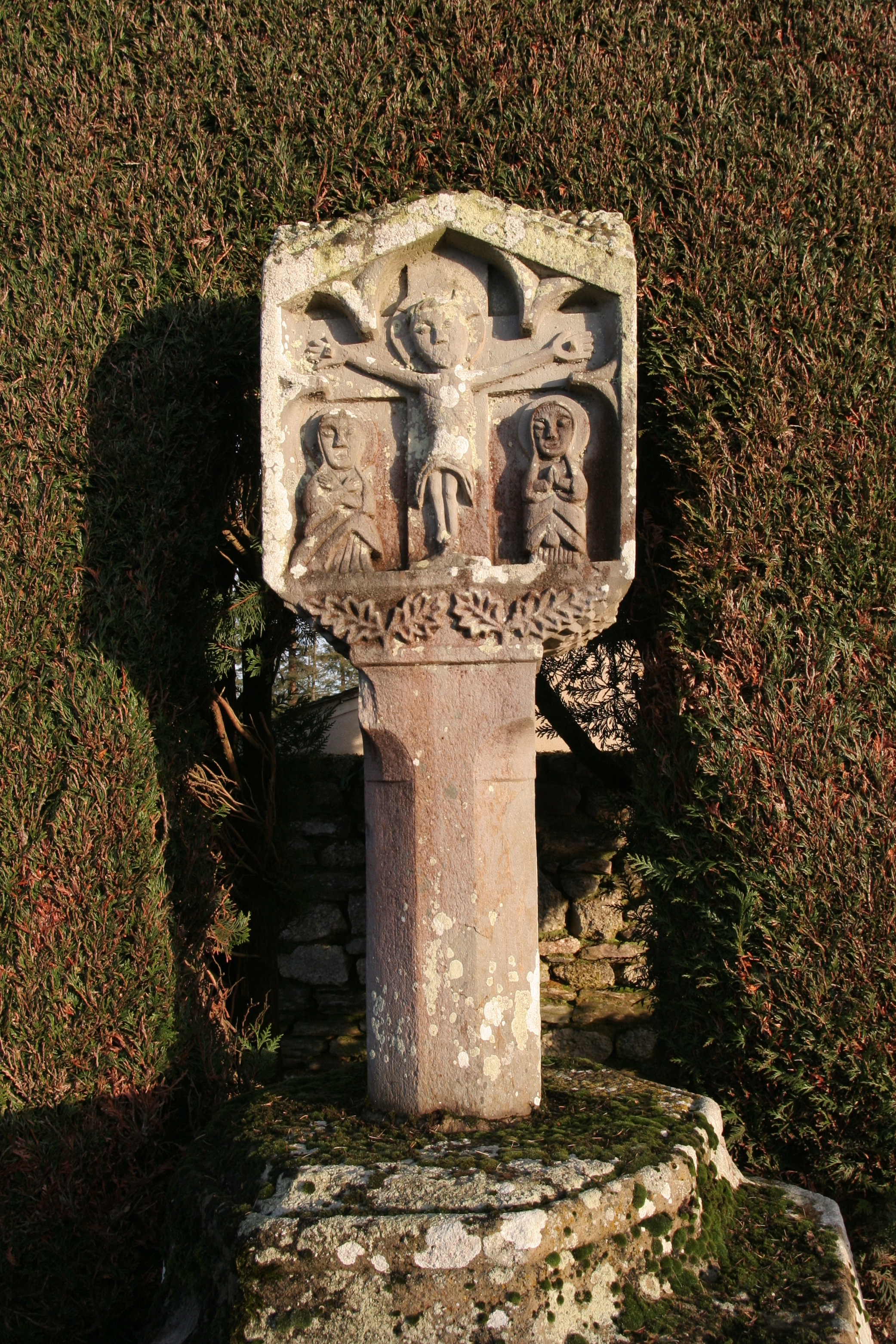
Face ouest : Christ sur la Croix entourée de Marie et Marie Madeleine
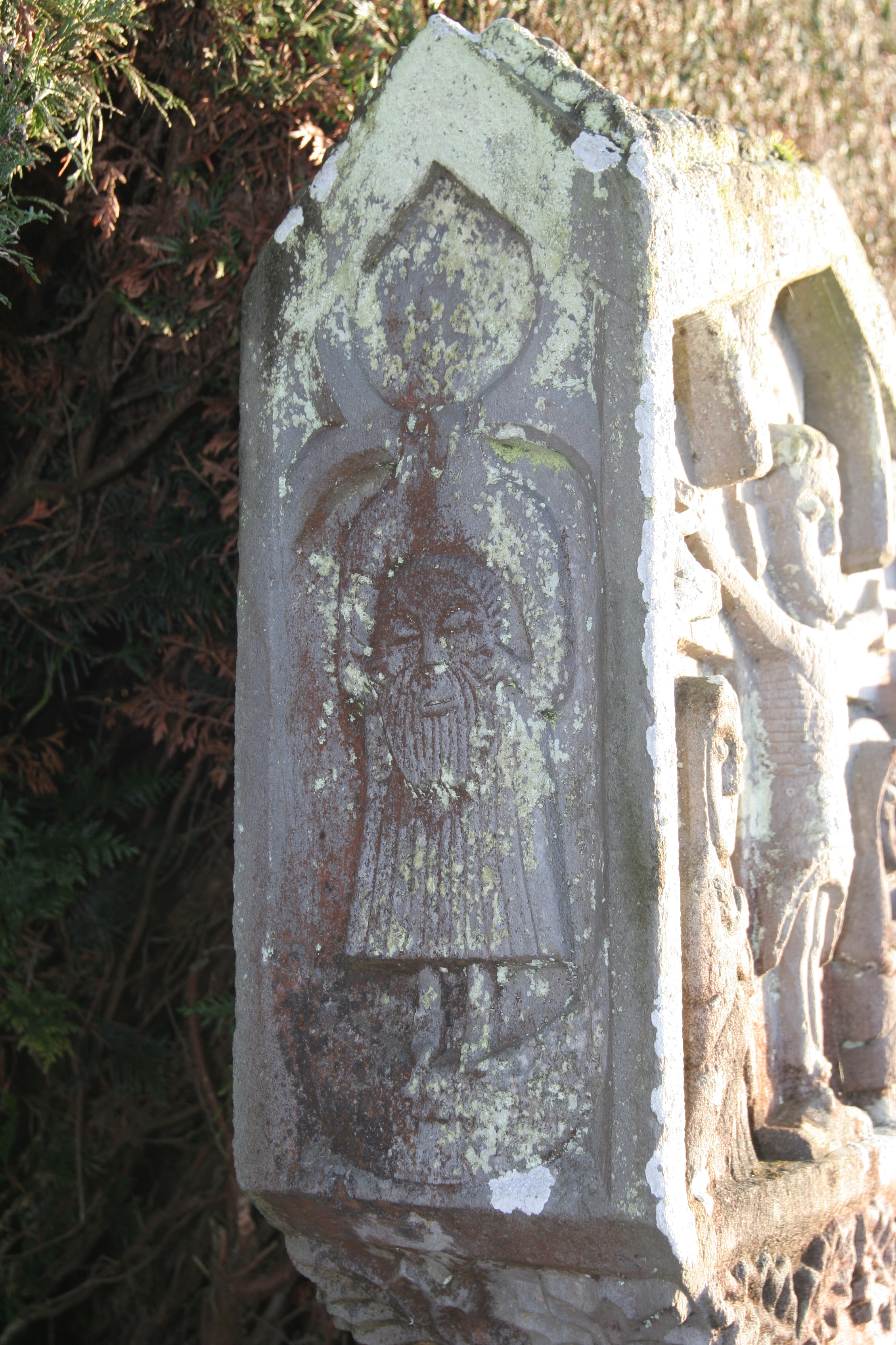
Face nord : saint céphalophore, saint Denis ou saint Jean Baptiste, localement désigné comme saint Hermin
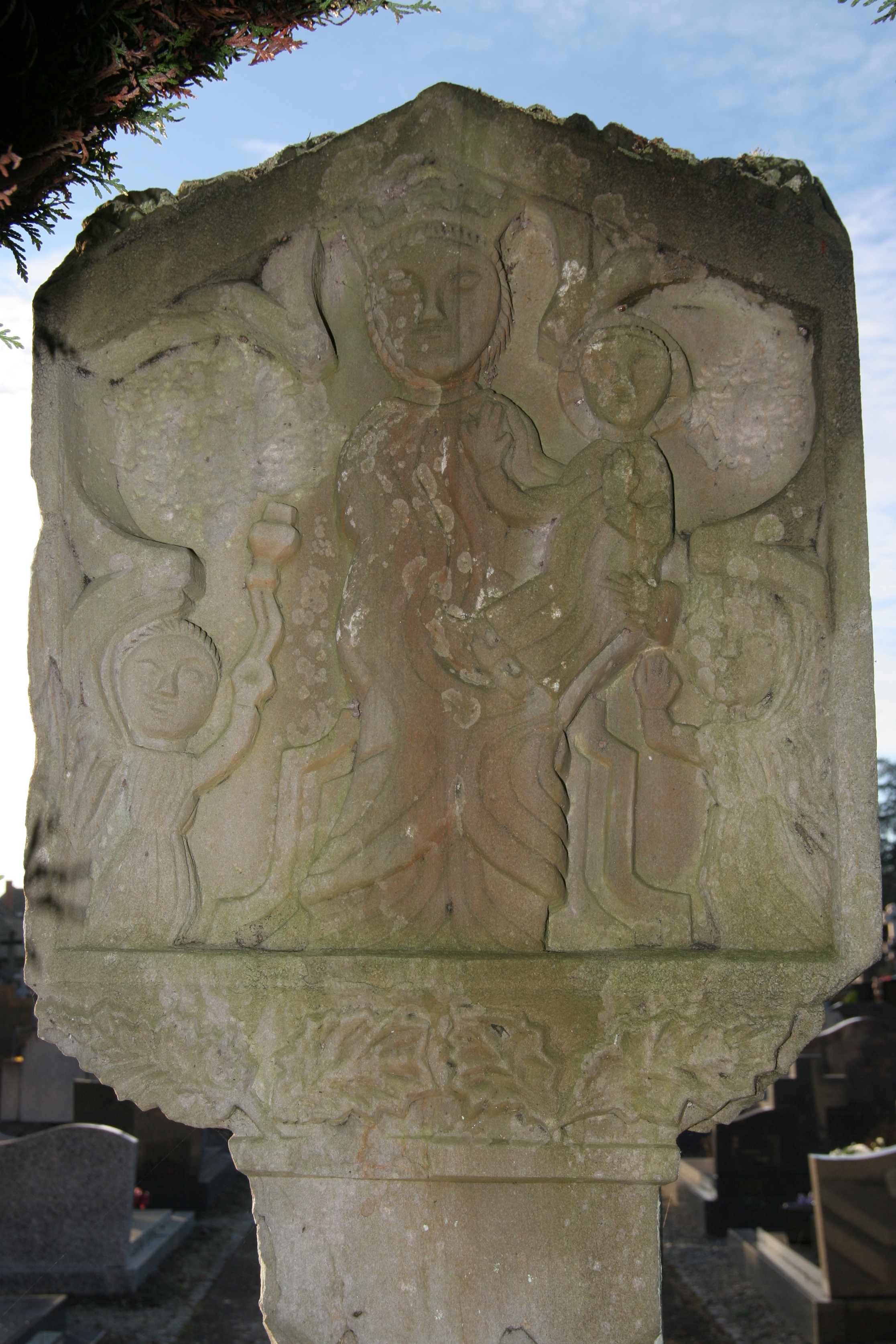
Face est : Vierge à l'Enfant entourée de deux anges
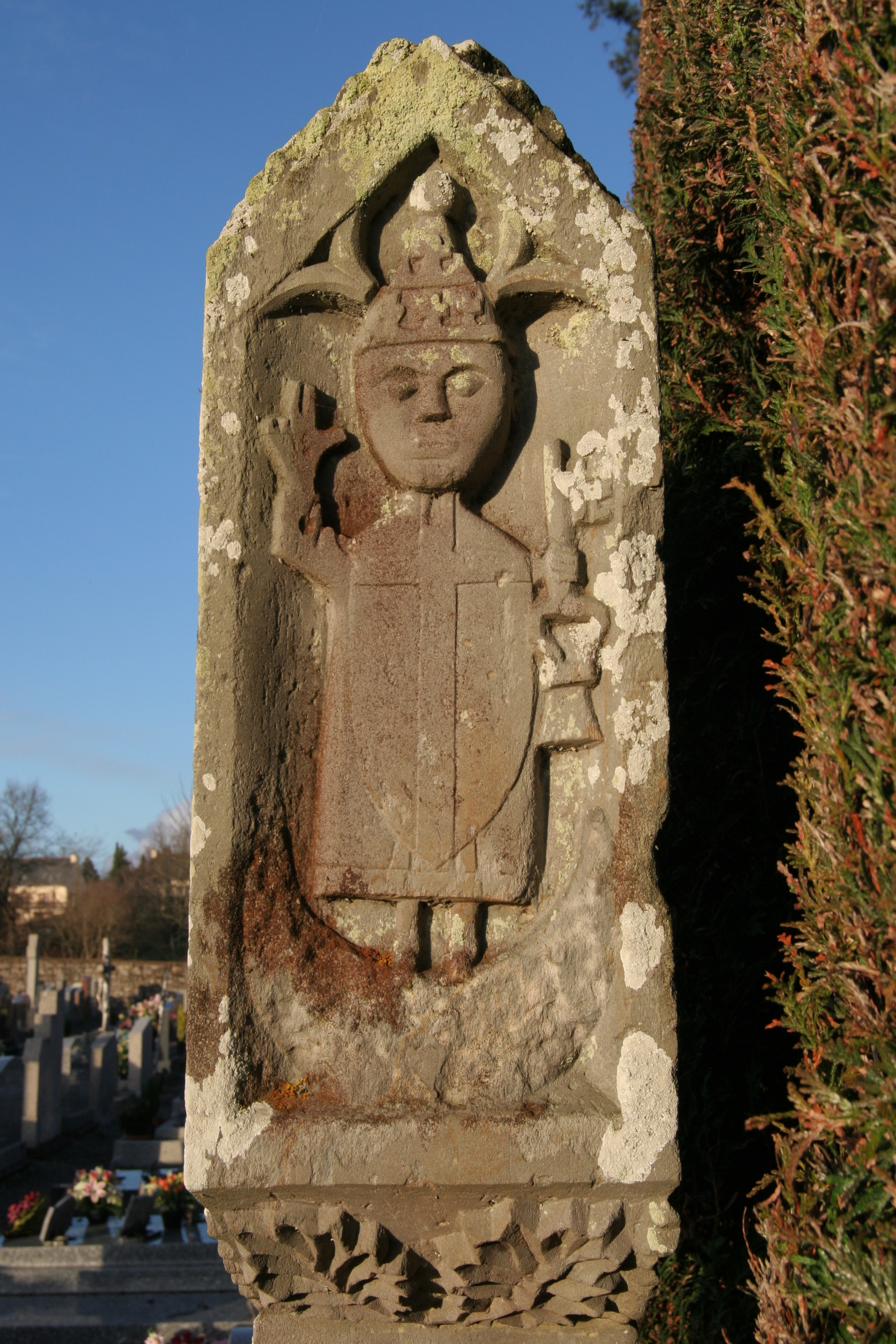
Face sud : saint Pierre